# Augustinern 11 (Quedlinburg)

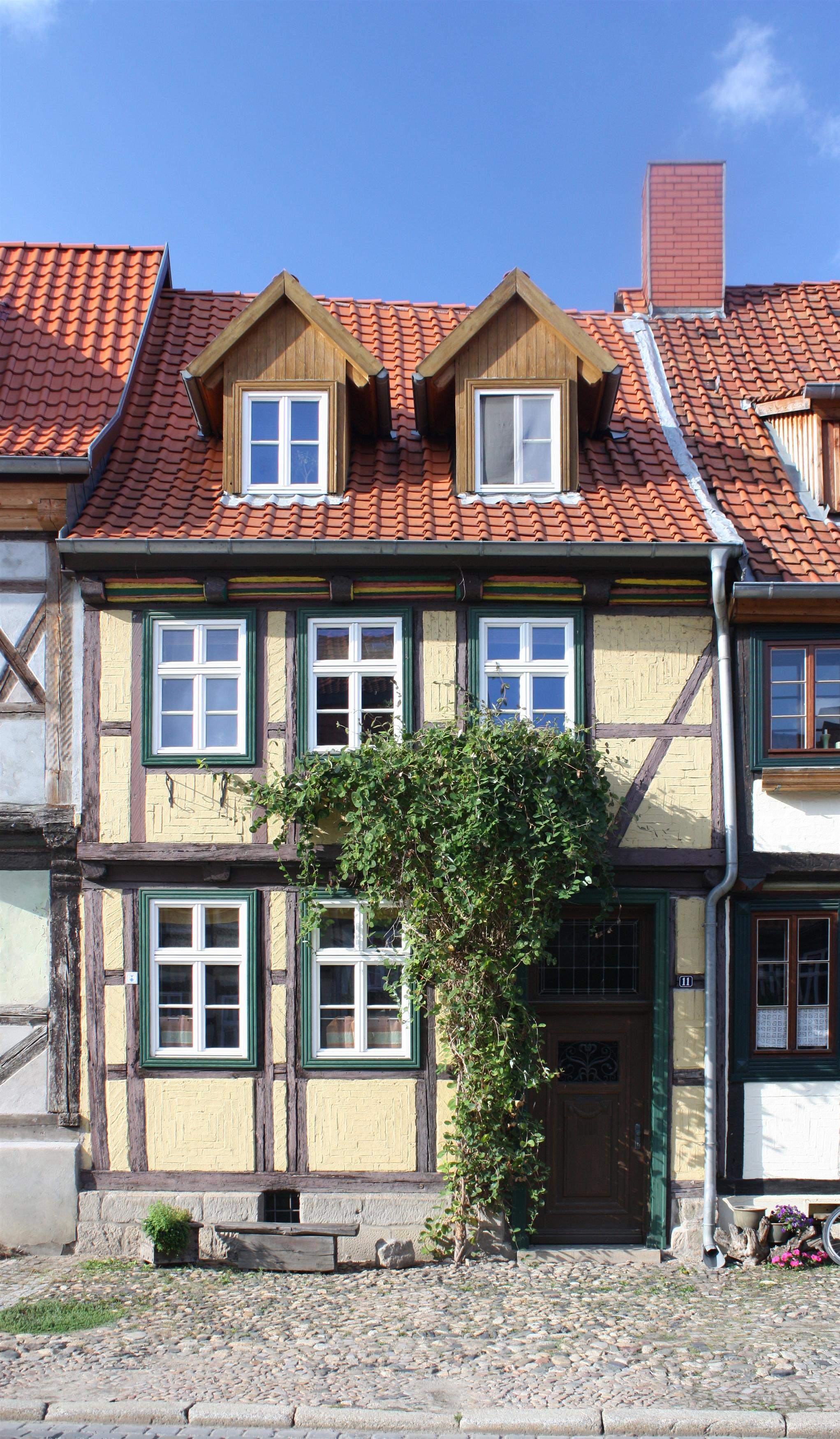
Haus Augustinern 11

Das Haus Augustinern 11 ist ein denkmalgeschütztes Gebäude in der Stadt Quedlinburg in Sachsen-Anhalt.

## Lage
Es befindet sich im nördlichen Teil der historischen Quedlinburger Neustadt und gehört zum UNESCO-Weltkulturerbe. Im Quedlinburger Denkmalverzeichnis ist es als Wohnhaus eingetragen. Westlich grenzt das Haus Augustinern 10, östlich das Gebäude Augustinern 12 an.

## Architektur und Geschichte

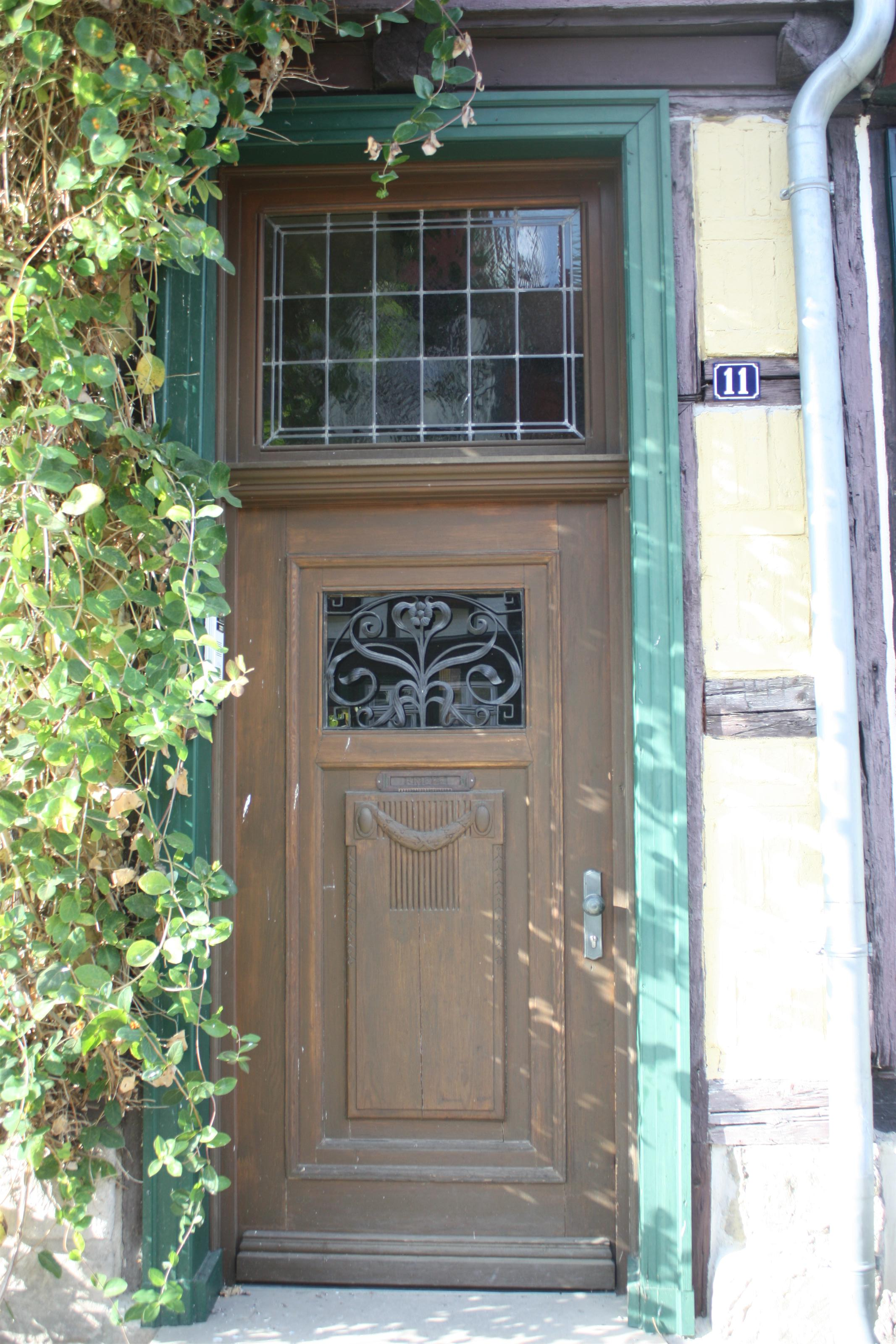
Haustür

Das zweigeschossige Wohnhaus wurde in der zweiten Hälfte des 18. Jahrhunderts in Fachwerkbauweise errichtet. Die Gefache des schlichten Baus sind mit Zierausmauerungen versehen.